# Sesso virtuale
Il sesso virtuale è una forma di sessualità caratterizzata dall'assenza di qualsiasi contatto fisico, nel quale due o più persone si procurano del piacere trasmettendosi messaggi di natura esplicitamente sessuale, attraverso un qualsiasi mezzo di comunicazione.
Il cybersesso è una forma di sesso virtuale attraverso internet, in particolare attraverso la posta elettronica, programmi di messaggistica istantanea, chat, videogiochi ed altri programmi.
Anche il sesso telefonico, attraverso le normali conversazioni, ma anche tramite l'uso di messaggi SMS e MMS, è una forma di sesso virtuale.
Il ricorso al sesso virtuale è aumentato grazie alla crescita esponenziale dei mezzi di comunicazione.